# Abraham Velázquez
Abraham Velázquez (22 de marzo de 1977, San Juan, Puerto Rico), más conocido como Abraham, es un cantante de música cristiana. Junto a su hermano David Velázquez, ⁣ se convirtieron en referentes de la salsa cristiana, ⁣ fungiendo como el dúo David & Abraham por varios años.
Su música ha entrado en las listas de Billboard con varios sencillos, entre ellos «Me arrodillo ante ti» junto a Divino y «Todo pasará» con Alex Zurdo y Olga Tañón. Actualmente, hace dúo con su esposa, como Abraham & Bethliza.

## Carrera musical

### Inicios
Abraham desarrolló su infancia en un hogar donde la música era muy importante. Sus padres, la cantante Débora Velázquez y el arreglista y compositor Gregory Velázquez lo encaminaron por el camino artístico. Siguiendo los pasos de sus padres, se desarrolla primero como compositor, mientras se preparaba como cantante, siguiendo una estricta disciplina que fortaleció su condición vocal. Junto a su hermano, el salsero David Velázquez, formaron un dúo de música autóctona del Caribe, como la salsa, el merengue, entre otros.

### David & Abraham (1996-2007)
En el año 1984, junto a su hermano David, formaron el dúo de música tropical llamado David & Abraham, que lo llevó a recorrer Europa, el Caribe, Centro, Sur y Norteamérica. En el año 1996, dieron a conocer su primer álbum titulado Dios tiene un propósito, su mayor éxito como dúo, ya que las 8 canciones incluidas, fueron muy conocidas dentro del ámbito cristiano. Posteriormente, grabaron Nadie mejor que Tú, Demasiado amor, Juntos para su gloria, En Cristo hay alegría, Inexplicable y No te dejaré. Con estas 7 producciones musicales, David y Abraham llegaron a consolidarse como grandes representantes de la salsa cristiana.
En 21 años de ministerio, estuvieron nominados en diferentes premios o reconocimientos dentro de la música secular y cristiana, entre estos, la nominación como "Mejor producción cristiana del año" con su primer proyecto Dios tiene un propósito, ganando posteriormente en esta categoría con su segunda producción Nadie mejor que tú Jesús en los premios Tu Música y también ganadores de los premios Tito Lara en sus primeras tres producciones. En el año 2002, en los premios AMCL consiguieron 3 nominaciones: Canción juvenil, canción tropical y álbum tropical del año. El álbum Demasiado amor, fue nominado a "Mejor álbum regional / tropical" en los Premios Arpa de 2003.

### Debut como solista (2003-2011)
Luego, en el 2003, Abraham lanza su primera producción discográfica como solista titulada Enamorado, cuyo primer sencillo «Tu mirada» se posiciona rápidamente en los primeros lugares de las emisoras cristianas más importantes del país. El éxito de este álbum que sobrepasó las 100 mil copias vendidas posicionó su carrera como solista logrando una nominación a los Premios Tu Música y Premios Paoli. Además tiene la oportunidad de colaborar con artistas como Leif Espinosa, Unción Tropical, Raquel Melissa y Bethliza Cintrón.
En el 2004, presenta su segunda producción discográfica titulada Enamórate, ⁣ recibiendo su segunda nominación a los Premios Paoli. Dos años después, Abraham inicia una nueva etapa en su carrera al ser firmado por el sello discográfico Luar Music, llevándose a cabo la grabación de su tercer álbum Por Ti, a la venta en marzo del 2007. El álbum llegó a la posición 16 de la lista Latin Pop Albums de Billboard, ⁣ y el sencillo «Amarte» junto a su esposa Bethliza, logró entrar en varias listas de Billboard. En ese mismo tiempo, es invitado a interpretar una canción para el álbum de Gerardo Mejía, La iglesia de la calle, ⁣ donde por su participación junto a Divino, ⁣ lograron entrar a las listas de Billboard con la canción «Me arrodillo ante ti».
En 2010, se convirtió en el primer puertorriqueño de su género en participar del cierre del concierto del Salón de la Fama del Rock and Roll de Cleveland. Además, participó como actor de reparto en la película autobiográfica de Santito, junto a otros artistas como Manny Montes, Redimi2, Félix Trinidad, Samuel Hernández, entre otros. En 2011, llegó su álbum Gracias. En él, participaron su esposa Bethliza y el salsero Víctor Manuelle. Esta producción debutó en la posición 26 en la lista Latin Pop Airplay, y se mantuvo en la lista durante ocho semanas.

### Abraham & Bethliza (2015-actualidad)
En 2015, Abraham decide lanzar un álbum junto a su esposa Bethliza, con quien ya había realizado colaboraciones y eventos, ⁣ más no un álbum entero. Esta primera propuesta musical del matrimonio se tituló Uno en vez de dos. El álbum logró posicionarse en dos listas Billboard: Top Latin Albums y Latin Pop Albums en las posiciones 29 y 12 respectivamente.
En 2018, Abraham presenta «Lluvia», ⁣ una canción con corte urbano producido por Onell Díaz. Junto a su hermano David fueron invitados por el boxeador Román González, compartiendo el evento “Agradecimiento a Dios por sus bendiciones” junto a Danny Berrios y otros artistas. Posteriormente, Abraham & Bethliza lanzan «Una Nueva Canción», título del sencillo de los cantautores con la participación del grupo de alabanza de su propia iglesia Casa de Pan. Otro sencillo de este proyecto del dúo es «Amor Forever».
Iniciando la nueva década, Velázquez colaboró junto a Olga Tañón y Alex Zurdo en la canción «Todo pasará», ⁣ una canción de esperanza en medio de la pandemia mundial decretada en el año 2019. El sencillo logró posicionarse en la posición 15 de la lista Latin Pop Airplay de Billboard. Además, recibió una nominación como "Mejor vídeo cristiano" en los Videoclips Awards de República Dominicana. Al año siguiente, nuevamente con Alex Zurdo, interpretó el testimonio del evangelista puertorriqueño Brian Caro.

## Discografía

### Álbumes de estudio
- 2003: Enamorado
- 2004: Enamórate
- 2007: Por Ti
- 2009: Mi trayectoria
- 2010: El mejor regalo
- 2011: Gracias
- 2014: Enamorado: 15 Aniversario

### Como David & Abraham
- 1996: Dios tiene un propósito
- 1997: Nadie mejor que Tú Jesús
- 1998: No te dejaré
- 1999: Inexplicable
- 2000: Demasiado amor
- 2002: Juntos para Su gloria Vol. 1
- 2007: En Cristo hay alegría
- 2014: La historia

### Como Abraham & Bethliza
- 2015: Uno en vez de dos